# Fan Chung
Fan Rong King Chung Graham, nota anche come Fan Chung (Kaohsiung, 9 ottobre 1949), è una matematica taiwanese naturalizzata statunitense, specializzata nella teoria dei grafi.

## Biografia
Dal 1998, Chung è 'Akamai Professor in Internet Mathematics' presso l'Università della California, San Diego (UCSD). Ha ottenuto il dottorato presso l'Università della Pennsylvania nel 1974, sotto la supervisione di Herbert Wilf. Dopo aver lavorato ai Bell Laboratories per diciannove anni, è entrata a far parte della facoltà dell'Università della Pennsylvania, dove è stata la prima professoressa donna di matematica titolare di una cattedra. Collabora con la redazione di più di una dozzina di riviste internazionali. 
Dal 2003 è stata caporedattore di Internet Mathematics. È stata invitata a tenere lezioni in molte conferenze, tra cui al Congresso internazionale dei matematici del 1994, ed una lezione plenaria sulla matematica del PageRank alla riunione annuale dell'American Mathematical Society del 2008. Nel 2009 è stata selezionata per tenere una Noether Lecture dal titolo New Directions in Graph Theory. 
Chung ha due figli: il primo nato durante i suoi studi post laurea nel corso del suo primo matrimonio. Dal 1983 è stata sposata con il matematico Ronald Graham. Entrambi sono stati amici stretti del matematico Paul Erdős, e hanno entrambi pubblicato articoli con lui, 13 nel caso di Chung, facendo quindi sì che entrambi abbiano Numero di Erdős pari a 1.

### Opere
Chung ha pubblicato nel corso della sua carriera più di 200 articoli di ricerca e tre libri:
- Erdős on Graphs: His Legacy of Unsolved Problems (con Ron Graham), A K Peters, Ltd., 1998, ISBN 1-56881-079-2
- Spectral Graph Theory (CBMS Regional Conference Series in Mathematics, No. 92), American Mathematical Society, 1997, ISBN 0-8218-0315-8
- Complex Graphs and Networks (CBMS Regional Conference Series in Mathematics, No. 107) (con Linyuan Lu), American Mathematcal Society, 2006, ISBN 0-8218-3657-9

Nel 2012 è diventata membro dell'American Mathematical Society.

### Bell Laboratories
Nel 1974 Fan Chung si laureò all'Università di Pennsylvania e diventò un membro del Technical Staff working for the Mathematical Foundations of Computing Department presso la Bell Laboratories in Murray Hill, New Jersey. Lavorò al seguito di Henry Pollak. Durante questo periodo, Chung collaborò con molti leader della matematica che lavoravano presso la Bell Laboratories, ad esempio Ronald Graham.
Nel 1975 Chung pubblicò il suo primo documento congiunto con Graham sui "Numeri Ramsey multicolori per grafici bipartiti completi" sul Journal of Combinatorial Theory. Nel 1983, il Bell System si divise. Da quando Pollak iniziò a farne parte e venne a capo di una unità di ricerca per una nuova azienda, chiese a Chung di diventarne Reaserch Manager. Fino al 1990, lei fu una delle prime a ricevere una borsa di studio per spendere un anno sabbatico presso l'Università. Fu supervisionata da parecchi matematici dell'unità. Secondo Chung, sebbene le persone la rispettassero per via del suo potere decisionale, vista la sua posizione manageriale, lei preferiva essere rispettata per la sua realizzazione nella matematica. Da allora ritornò al mondo accademico.

### Ron Graham
Il primo matrimonio di Fan Chung terminò con il divorzio nel 1982. Ad ogni modo, quando lavorò presso la Bell Laboratories conobbe Ronald Graham. Durante quel periodo, diventarono stretti amici e pubblicarono diversi documenti congiunti sulla teoria dei grafici, infine si sposarono nel 1983. Nel libro di Paul Hoffman "L'uomo che amava solo i numeri" Chung parlò del suo matrimonio con Graham: Molti matematici odierebbero sposarsi con qualcuno della stessa professione. Temono che la loro relazione potrebbe essere troppo competitiva. Nel nostro caso, non solo siamo entrambi matematici, ma lavoriamo anche nello stesso luogo. Così possiamo comprendere ed apprezzare ciò su cui sta lavorando l'altro, possiamo lavorare insieme e talvolta ottenere buoni progressi. Nel 1998, Graham e Chung scrissero il libro "Erdős on Graphs".

## Ricerca

### Teoria dei grafici spettrali
Tra le pubblicazioni di Chung, i suoi contributi alla teoria di grafici spettrali sono importanti per quest'area di teoria dei grafici. Dalle prime pubblicazioni sui grafici indiretti alle pubblicazioni più recenti sui grafici diretti, Fan Chung creò una base solida sulla teoria dei grafici spettrali per i futuri teorici grafici.
La teoria dei grafici spettrali, essendo una delle più importanti teorie nella teoria dei grafici, combina perfettamente algebra e grafici. Storicamente, i metodi algebrici trattano efficientemente molti tipi di grafici. Il suo lavoro diede inizio all'approccio geometrico riguardo alla teoria dei grafici spettrali con nessi alla geometria differenziale. Secondo la biografia Fan Rong K Chung Graham, "la teoria dei grafici spettrali studia come lo spettro del Laplaciano di un grafico sia relazionato con le sue proprietà combinatorie".
Nel 1997, la American Mathematical Society pubblicò il libro di Chung, La teoria dei grafici spettrali. Questo libro diventò un libro di testo standard in molte università ed è la chiave per studiare la teoria dei grafici spettrali per molti studenti matematici interessati a questo argomento. Gli studi di Fan Chung sulla teoria dei grafici spettrali porta questa "connettività algebrica" dei grafici ad un nuovo livello superiore.

### Network Science
Il lavoro di Fan Chung su modelli grafici random gettò nuova luce sull'argomento del network science. Molte reti informative di grandi dimensioni nel mondo reale (ad esempio Internet Graphs, Call Graphs, Collaboration Graphs, etc.) sono state osservate per essere ben approssimate da una distribuzione della legge del potere. Il lavoro di Fan Chung nel modello Chun-Lu fu pioniere della teoria del trattamento di grafici random con distribuzioni arbitrarie di livello, inclusi i grafici della legge di potenza. Il suo lavoro procurò una solida struttura per rigorose analisi quantitative di modellismo e analisi di grandi reti complesse. Serve spesso anche come riferimento popolare per il confronto di nuovi modelli di grafici nella scienza delle reti.
Nel 2006, la American Mathematical Society e la Conference Board of the Mathematical Sciences co-pubblicarono il libro di Fan Chung e Linyuan Lu "Complex graphs and networks". Il libro diede un'esposizione ben strutturata per l'utilizzo di metodi spettrali combinatori probabilistici così come altri strumenti nuovi e migliorati per analizzare le reti di informazione di grandi dimensioni del mondo reale.

### Grafici quasi-random
Fan Chung, insieme a Ronald Graham e Richard Wilson, introdusse una forte nozione di equivalenza tra le proprietà grafiche attraverso il controllo dei limiti di errore e lo sviluppo della teoria dei quasi-random grafici. In una serie di documenti di ricerca (con parecchi coautori), lei dimostrò che una larga famiglia di proprietà dei grafici è equivalente nel senso che se un grafico soddisfa una qualsiasi delle proprietà, allora deve soddisfarle tutte. Il set di equivalenza delle proprietà quasi-random include una stupefacente collezione di proprietà diverse, perciò fornisce metodi efficienti per validare le proprietà dei grafici. Molte (ma non tutte) proprietà dei grafici random sono quasi-random. Il concetto di "quasi-random" è stato esteso a molte altre strutte combinatorie, come sequenze, tornei, ipergrafici e limiti dei grafici. In generale, la teoria quasi-random dona un approccio rigoroso alle alternative casuali o pseudocasuali.

### Teoria dei grafici estremi
Una richiesta fondamentale della teoria dei grafici estremi è quella di trovare pattern e strutture inevitabili nei grafici, data la densità o la distribuzione. Un problema complementare è quello di trovare il grafico più piccolo contenente tutti i membri di una famiglia di grafici data. In una serie di lavori con Paul Erdős, Chung determinò le dimensioni e le strutture di grafici inevitabile e ipergrafici. Con parecchi coautori, derivò anche diversi eleganti e stupefacenti risultati sui grafici universali. I suoi contributi fondamentali in questo settore di teoria dei grafici estremi ha parecchie applicazioni nei calcoli paralleli.

## Premi ed onorificenze
- Allendoerfer Award of Mathematical Association of America (1990)
- Invited address, International Congress of Mathematicians (1994)
- Fellow, American Academy of Arts and Sciences (1998)
- Fellow, American Mathematics Society (2013)
- Fellow, Society for Industrial and Applied Mathematics (2015)
- Academician, Academia Sinica (2016)
- Euler Medal of Institute of Combinatorics and its Applications (2017)